# Codici ICAO G

## GA - Mali
- GAAO Aeroporto civile, Ansongo
- GABD Aeroporto civile, Bandiagara
- GABF Aeroporto civile, Bafoulabé
- GABG Aeroporto civile, Bougouni
- GABR Aeroporto civile, Bourem
- GABS (Codice IATA = BKO) Aeroporto di Bamako-Sénou, Bamako
- GADA Aeroporto civile, Dioïla
- GADZ Aeroporto civile, Douentza
- GAFD Aeroporto civile, Faladie
- GAGL Aeroporto civile, Adjelhoc
- GAGM (Codice IATA = GUD) Aeroporto civile, Goundam
- GAGO (Codice IATA = GAQ) Aeroporto di Gao-Korogoussou, Gao
- GAGR Aeroporto civile, Gourma-Rharous
- GAHB Aeroporto civile, Hombori
- GAKA (Codice IATA = KNZ) Aeroporto civile, Kéniéba
- GAKL Aeroporto civile, Kidal
- GAKM Aeroporto civile, Ke-Macina
- GAKN Aeroporto civile, Kolokani
- GAKO (Codice IATA = KTX) Aeroporto civile, Koutiala
- GAKT Aeroporto civile, Kita
- GAKY (Codice IATA = KYS) Aeroporto civile, Kayes
- GAMA Aeroporto civile, Merkala
- GAMB (Codice IATA = MZI) Aeroporto Barbe, Mopti
- GAMK Aeroporto civile, Ménaka
- GANF Aeroporto civile, Niafunke
- GANK (Codice IATA = NRM) Aeroporto KEIBANE, Nara
- GANR (Codice IATA = NIX) Aeroporto civile, Nioro du Sahel
- GASG (Codice IATA = SZU) Aeroporto civile, Ségou
- GASK (Codice IATA = KSS) Aeroporto di Sikasso-Dignangan, Sikasso
- GASN Aeroporto civile, San
- GATB (Codice IATA = TOM) Aeroporto di Timbuctù, Timbuctù
- GATN Aeroporto civile, Taoudenni
- GATS Aeroporto civile, Tessalit
- GAYE (Codice IATA = EYL) Aeroporto di Yélimané, Yélimané

## GB - Gambia
- GBYD (Codice IATA = BJL) Aeroporto di Banjul-Yundum, Banjul

## GC - Isole Canarie (Spagna)
- GCFV (Codice IATA = FUE) Aeroporto di Fuerteventura, Fuerteventura / Puerto Del Rosario
- GCGM Aeroporto civile, La Gomera
- GCHI (Codice IATA = VDE) Aeroporto civile, El Hierro
- GCLA (Codice IATA = SPC) Aeroporto civile, Santa Cruz de La Palma
- GCLB Aeroporto civile, El Berriel Gran Canaria
- GCLP (Codice IATA = LPA) Aeroporto Internazionale Gran Canaria, Las Palmas
- GCRR (Codice IATA = ACE) Aeroporto di Lanzarote, Lanzarote
- GCTS (Codice IATA = TCI) Aeroporto di Tenerife-Sud, Santa Cruz de Tenerife
- GCXO Aeroporto di Tenerife Los Rodeos, San Cristóbal de La Laguna

## GE - Ceuta e Melilla (Spagna)
- GECT Eliporto di Ceuta, Ceuta
- GEHM Aeroporto Heliport, Melilla
- GEML (Codice IATA = MLN) Aeroporto civile, Melilla

## GF - Sierra Leone
- GFBN (Codice IATA = BTE) Aeroporto civile, Bonthe
- GFBO (Codice IATA = KBS) Aeroporto civile, Bo
- GFGK (Codice IATA = GBK) Aeroporto civile, Gbangbatok
- GFHA (Codice IATA = HGS) Aeroporto civile, Hastings
- GFKB (Codice IATA = KBA) Aeroporto civile, Kabala
- GFKE (Codice IATA = KEN) Aeroporto di Kenema, Kenema
- GFLL (Codice IATA = FNA) Aeroporto Internazionale di Freetown-Lungi, Freetown
- GFTO Aeroporto civile, Tongo
- GFYE (Codice IATA = WYE) Aeroporto di Yengema, Yengema

## GG - Guinea-Bissau
- GGBB Aeroporto civile, Bambadinca
- GGBE Aeroporto civile, Bedanda
- GGBF Aeroporto civile, Bafatá
- GGBI Aeroporto civile, Bissorã
- GGBO Aeroporto civile, Bolama
- GGBU (Codice IATA = BQE) Aeroporto civile, Bubaque
- GGCC Aeroporto civile, Cacine
- GGCF Aeroporto civile, Cufar
- GGCG Aeroporto civile, Cantchungo
- GGCT Aeroporto civile, Catio
- GGCV Aeroporto civile, Caravela
- GGEP Aeroporto civile, Empada
- GGFO Aeroporto civile, Formosa
- GGFR Aeroporto civile, Farim
- GGFU Aeroporto civile, Fulacunda
- GGGA Aeroporto civile, Galinhas
- GGGB Aeroporto civile, Gabú
- GGMS Aeroporto civile, Mansôa
- GGOV (Codice IATA = OXB) Aeroporto di Bissau, Bissau
- GGPC Aeroporto civile, Pecixe
- GGPR Aeroporto civile, Pirada
- GGSD Aeroporto civile, São Domingos
- GGTT Aeroporto civile, Tite
- GGUN Aeroporto civile, Uno (Guinea-Bissau)
- GGVR Aeroporto civile, Varela

## GL - Liberia
- GLBU (Codice IATA = UCN) Aeroporto civile, Buchanan
- GLCM Aeroporto civile, Robersport Cape Mount
- GLCP (Codice IATA = CPA) Aeroporto CAPE PALMAS A. TUBMAN, Harper
- GLGE (Codice IATA = SNI) Aeroporto Sinoe, Greenville
- GLLB Aeroporto civile, Buchanan (lamco)
- GLMR (Codice IATA = MLW) Aeroporto Spriggs Payne, Monrovia
- GLNA (Codice IATA = NIA) Aeroporto Nimba Lamco, Grassfield
- GLRB (Codice IATA = ROB) Aeroporto Roberts Field INTERNATIONAL, Monrovia
- GLSK Aeroporto civile, Sanniquellie
- GLST (Codice IATA = SAZ) Aeroporto civile, Sasstown Unificaton
- GLTN Aeroporto civile, Tchien
- GLVA (Codice IATA = VOI) Aeroporto civile, Voinjama

## GM - Marocco
- GMAA (Codice IATA = AGA) Aeroporto Inezgane, Agadir
- GMAD Aeroporto Al Masslra, Agadir
- GMAT (Codice IATA = TTA) Aeroporto Plage Blanche, Tan-Tan
- GMAZ Aeroporto civile, Zagora
- GMFA Aeroporto civile, Ouezzane
- GMFF (Codice IATA = FEZ) Aeroporto di Fès-Saïss, Fès
- GMFI Aeroporto civile, Ifrane
- GMFK (Codice IATA = ERH) Aeroporto di al-Rashidiyya-Moulay Ali Cherif, Er Rachidia
- GMFM (Codice IATA = MEK) Aeroporto Bassatine, Meknès
- GMFN (Codice IATA = NDR) Aeroporto Taouima, Nador
- GMFO (Codice IATA = OUD) Aeroporto di Oujda-Angad, Oujda
- GMFT Aeroporto civile, Touahar
- GMFU Aeroporto Safrou, Fes
- GMFZ Aeroporto di Taza, Taza
- GMMA Aeroporto civile, Smara
- GMMB Aeroporto civile, Ben Slimane
- GMMC (Codice IATA = CAS) Aeroporto Anfa, Casablanca
- GMMD Aeroporto di Béni Mellal, Béni Mellal
- GMME (Codice IATA = RBA) Aeroporto di Rabat-Salé, Rabat
- GMMF (Codice IATA = SII) Aeroporto civile, Sidi Ifni
- GMMH Aeroporto civile, Dakhla
- GMMI Aeroporto di Essaouira, Essaouira
- GMMJ Aeroporto civile, El Jadida
- GMMK Aeroporto civile, Khouribga
- GMML (Codice IATA = EUN) Aeroporto Hassan I, El Ayun
- GMMN Aeroporto civile, Nouaceur
- GMMN (Codice IATA = CMN) Aeroporto internazionale Mohammed V, Casablanca
- GMMO Aeroporto civile, Taroudant
- GMMS (Codice IATA = SFI) Aeroporto civile, Safi
- GMMT Aeroporto di Casablanca-Tit Mellil, Casablanca
- GMMX (Codice IATA = RAK) Aeroporto di Marrakech-Menara, Marrakech
- GMMY (Codice IATA = NNA) Aeroporto Tourisme, Kenitra
- GMMZ (Codice IATA = OZZ) Aeroporto TAOURIRTE / Angads, Ouarzazate
- GMSL Aeroporto civile, Sidi Slimane
- GMTA (Codice IATA = AHU) Aeroporto Charif Al Idrissi / Cote du Rif, Al-Hoseyma
- GMTN (Codice IATA = TTU) Aeroporto Sania R'Mel, Tétouan
- GMTT (Codice IATA = TNG) Aeroporto di Tangeri-Ibn Battuta, Tangeri

## GO - Senegal
- GOBD (Codice IATA = DSS) Aeroporto di Dakar-Blaise Diagne, Diass
- GOGG (Codice IATA = ZIG) Aeroporto civile, Ziguinchor
- GOGK (Codice IATA = KDA) Aeroporto civile, Kolda
- GOGS (Codice IATA = CSK) Aeroporto di Cap Skirring, Cap Skirring (civile)
- GOOD Aeroporto civile, Diourbel
- GOOG Aeroporto Private Airfield, Linguere
- GOOK (Codice IATA = KLC) Aeroporto civile, Kaolack
- GOOY (Codice IATA = DKR) Aeroporto di Dakar-Léopold Sedar Senghor, Dakar (civile e militare)
- GOSM (Codice IATA = MAX) Aeroporto Ouro Sogui, Matam
- GOSP (Codice IATA = POD) Aeroporto civile, Podor
- GOSR (Codice IATA = RDT) Aeroporto civile, Richard-Toll
- GOSS (Codice IATA = XLS) Aeroporto di Saint-Louis, Saint-Louis
- GOTB (Codice IATA = BXE) Aeroporto civile, Bakel
- GOTK (Codice IATA = KGG) Aeroporto civile, Kédougou
- GOTN (Codice IATA = NIK) Aeroporto civile, Niokolo Koba
- GOTS (Codice IATA = SMY) Aeroporto civile, Simenti
- GOTT (Codice IATA = TUD) Aeroporto civile, Tambacounda

## GQ - Mauritania
- GQNA (Codice IATA = AEO) Aeroporto civile, Aioun El Atrouss
- GQNB (Codice IATA = OTL) Aeroporto civile, Boutilimit
- GQNC (Codice IATA = THI) Aeroporto civile, Tichitt
- GQND (Codice IATA = TIY) Aeroporto civile, Tidjikja
- GQNE (Codice IATA = BGH) Aeroporto civile, Boghe Abbaye
- GQNF (Codice IATA = KFA) Aeroporto civile, Kiffa
- GQNH Aeroporto civile, Timbedra
- GQNI (Codice IATA = EMN) Aeroporto civile, Néma
- GQNJ (Codice IATA = AJJ) Aeroporto civile, Akjoujt
- GQNK (Codice IATA = KED) Aeroporto civile, Kaédi
- GQNL (Codice IATA = MOM) Aeroporto Letfotar, Moudjeria
- GQNM (Codice IATA = TMD) Aeroporto Dahara, Timbedra
- GQNN (Codice IATA = NKC) Aeroporto Internazionale di Nouakchott, Nouakchott
- GQNR Aeroporto civile, Rosso
- GQNS (Codice IATA = SEY) Aeroporto civile, Selibabi
- GQNT (Codice IATA = THT) Aeroporto civile, Tamchakett
- GQNU (Codice IATA = MBR) Aeroporto civile, M'bout
- GQPA (Codice IATA = ATR) Aeroporto civile, Atar
- GQPF (Codice IATA = FGD) Aeroporto civile, F'derik
- GQPP (Codice IATA = NDB) Aeroporto di Nouadhibou, Nouadhibou
- GQPT Aeroporto civile, Bir Moghrein
- GQPZ (Codice IATA = OUZ) Aeroporto civile, Zouerate

## GS - Sahara Occidentale
- GSAI Aeroporto civile, El Ayun
- GSVO Aeroporto di Dakhla, Dakhla

## GU - Guinea
- GUCY (Codice IATA = CKY) Aeroporto di Conakry, Conakry
- GUFA (Codice IATA = FIG) Aeroporto Katourou, Fria
- GUFH (Codice IATA = FAA) Aeroporto Badala, Faranah
- GUGO Aeroporto Gbenko, Banakoro
- GUID Aeroporto civile, Kindia
- GUKR Aeroporto Kawass, Kamsar
- GUKU (Codice IATA = KSI) Aeroporto civile, Kissidougou
- GULB (Codice IATA = LEK) Aeroporto Tata, Labe
- GUMA (Codice IATA = MCA) Aeroporto civile, Macenta
- GUNZ (Codice IATA = NZE) Aeroporto Konia, Nzérékoré
- GUOK (Codice IATA = BKJ) Aeroporto Baralande, Boke
- GUSA Aeroporto civile, Sangaredi
- GUSB (Codice IATA = SBI) Aeroporto Sambailo, Koundara
- GUSI (Codice IATA = GII) Aeroporto civile, Siguiri
- GUXD Aeroporto civile, Kankan
- GUXN (Codice IATA = KNN) Aeroporto civile, Kankan

## GV - Capo Verde
- GVAC (Codice IATA = SID) Aeroporto Amilcar Cabral, Sal
- GVAN Aeroporto civile, Agostinho Neto Santa Antao Is
- GVBA (Codice IATA = BVC) Aeroporto civile, Boa Vista
- GVBR Aeroporto civile, Esparadinha Brava Is
- GVFM Aeroporto Santiago Island, Francisco Mendez
- GVMA (Codice IATA = MMO) Aeroporto civile, Maio
- GVMT (Codice IATA = MTI) Aeroporto civile, Mosteiros - Fogo
- GVNP (Codice IATA = RAI) Aeroporto Francisco Mendez, Praia
- GVSF (Codice IATA = SFL) Aeroporto civile, São Filipe - Fogo
- GVSN (Codice IATA = SNE) Aeroporto PREGUICA, São Nicolau
- GVSV (Codice IATA = VXE) Aeroporto civile, São Vicente